# Những cuộc phiêu lưu kỳ lạ của Karik và Valia
Những cuộc phiêu lưu kỳ lạ của Karik và Valia (tiếng Nga: Необыкновенные приключения Карика и Вали) là một cuốn tiểu thuyết dành cho thiếu nhi của tác giả Yan Leopoldovich Larri xuất bản năm 1937 tại Liên Xô.
Cuốn sách nói về cuộc phiêu lưu của hai anh em Karik và Valia sau khi uống nhầm thuốc thu nhỏ của giáo sư Enotov. Cuốn sách đã được chuyển thể thành phim hoạt hình 26 tập vào năm 2008 tại Liên bang Nga, trước đó vào năm 1978 tác phẩm cũng được chuyển thể thành phim điện ảnh.

## Nội dung
Cuốn tiểu thuyết gồm 17 chương bắt đầu bằng sự biến mất của giáo sư Enotov và hai anh em Karik và Valia là hàng xóm của ông. Lý do là hai anh em Karik và Valia đã uống nhầm thuốc thu nhỏ do giáo sư Enotov chế ra, sau đó bám theo con chuồn chuồn bay khỏi khu nhà. Khi quay về phòng thí nghiệm và phát hiện ra sự việc, giáo sư Enotov cũng quyết định uống thuốc thu nhỏ để đuổi theo tìm lại hai đứa trẻ. Trong suốt cuộc phiêu lưu, cả ba người đã được chứng kiến nhiều hiện tượng tự nhiên và loài sinh vật chỉ có thể thấy rõ ở kích cỡ vi mô.
Kết thúc cuộc phiêu lưu, họ tìm đến được nơi đặt hòm thuốc bột phóng to người trở lại của Enotov. Hai đứa trẻ uống trước, trở lại kích cỡ bình thường nhưng làm vỡ hòm thuốc. Do đó ông Enotov vẫn trong kích cỡ thu nhỏ được Karik và Valia đưa về nhà để uống thuốc còn trong phòng thí nghiệm của ông nhằm trở lại bình thường.